# Wereldkampioenschappen openwaterzwemmen 2006
De Wereldkampioenschappen openwaterzwemmen 2006 werden gehouden van 29 augustus tot en met 3 september 2006 in Napels, Italië.

## Medaillespiegel
| Plaats | Land             | Goud | Zilver | Brons | Totaal |
| 1      | Duitsland        | 3    | 0      | 1     | 4      |
| 2      | Rusland          | 2    | 2      | 3     | 7      |
| 3      | Australië        | 1    | 0      | 0     | 1      |
| 4      | Brazilië         | 0    | 2      | 0     | 2      |
| 5      | Italië           | 0    | 1      | 1     | 2      |
| 6      | Verenigde Staten | 0    | 1      | 0     | 1      |
| 7      | Bulgarije        | 0    | 0      | 1     | 1      |
| Totaal | Totaal           | 6    | 6      | 6     | 18     |

## Podia

### Mannen
| Afstand:                    | Goud:                        | Tijd    | Zilver:                           | Tijd    | Brons:                   | Tijd    |
| Mannen 5 kilometer details  | Thomas Lurz Duitsland        | 1:04.32 | Charles Peterson Verenigde Staten | 1:04.32 | Simone Ercoli Italië     | 1:04.35 |
| Mannen 10 kilometer details | Thomas Lurz Duitsland        | 2:10.39 | Valerio Cleri Italië              | 2:10.40 | Jevgeni Drattsev Rusland | 2:10.40 |
| Mannen 25 kilometer details | Josh Santacaterina Australië | 5:47.34 | Joeri Koedinov Rusland            | 5:48.56 | Petar Stoychev Bulgarije | 5:49.00 |

### Vrouwen
| Afstand:                     | Goud:                    | Tijd    | Zilver:                  | Tijd    | Brons:                  | Tijd    |
| Vrouwen 5 kilometer details  | Larisa Iltsjenko Rusland | 1:08.19 | Poliana Okimoto Brazilië | 1:08.27 | Britta Kamrau Duitsland | 1:08.46 |
| Vrouwen 10 kilometer details | Larisa Iltsjenko Rusland | 2:19.49 | Poliana Okimoto Brazilië | 2:19.59 | Ksenia Popova Rusland   | 2:19.59 |
| Vrouwen 25 kilometer details | Angela Maurer Duitsland  | 6:22.46 | Natalia Pankina Rusland  | 6:22.47 | Ksenia Popova Rusland   | 6:22.51 |